# Théophylline
La théophylline ou 1,3-diméthylxanthine est un alcaloïde du type méthylxanthine. C'est, avec d'autres alcaloïdes comme la caféine ou la théobromine, l'une des principales substances actives des feuilles de thé, d'où elle tire son nom. Elle est également présente entre autres dans le café, le chocolat, le maté et le guarana.
Elle agit comme diurétique, comme psychostimulant, comme bronchodilatateur et comme agent lipolytique.

## Indications
- Les propriétés broncho-dilatatrices de la théophylline ont longtemps été utilisées dans le traitement de la bronchite chronique et de l'asthme. La théophylline n'est presque plus utilisée aujourd'hui[réf. nécessaire], sauf cas exceptionnels, au vu de ses effets indésirables notamment cardiaques. Elle a été remplacée par les inhalations de corticostéroïdes et/ou de bronchodilatateurs (anticholinergiques ou bêta-2-mimétique)

- Traitement de fond de l'asthme :
  - dose moyenne orale de 10 mg·kg-1·j-1 chez l'adulte ;

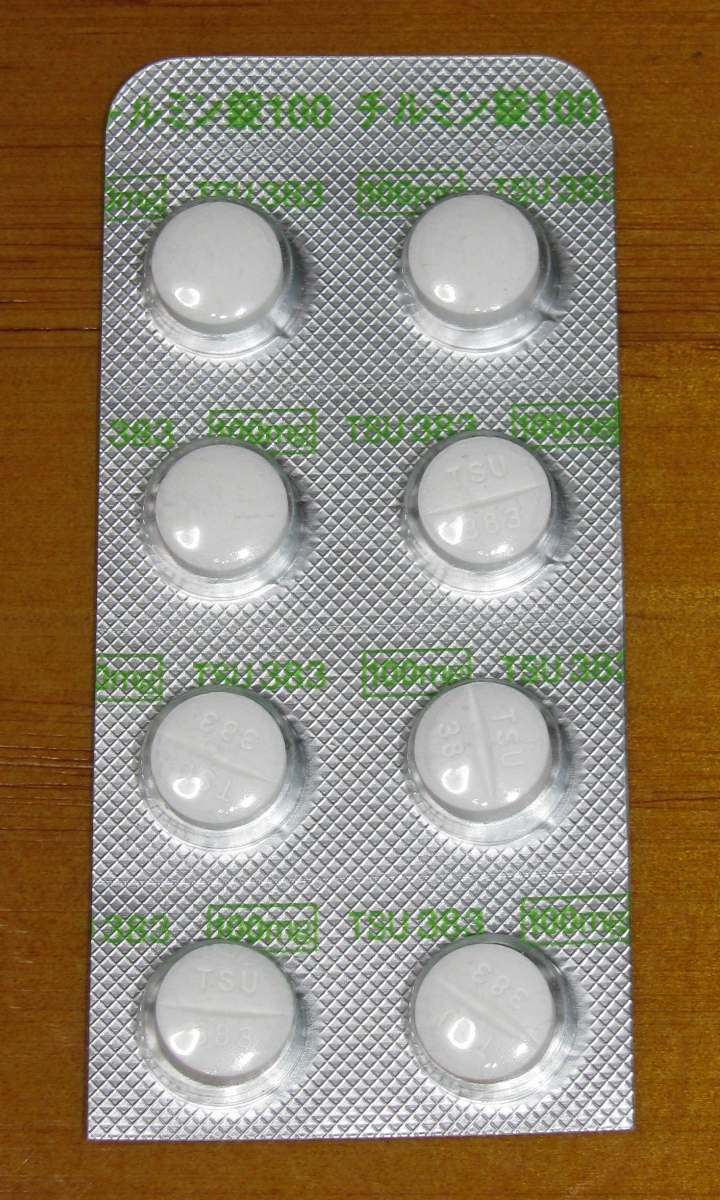
Théophylline de marque Cylmin, 100 mg, du Japon

  - dose plus élevée chez l'enfant, en moyenne 16 mg·kg-1·j-1 à adapter ensuite en fonction de la théophyllinémie.

- Effet lipolytique
  - La théophylline est une xanthine souvent utilisée en recherche afin de stimuler la lipolyse des adipocytes (c'est-à-dire la dégradation des cellules graisseuses).

## Mécanisme d'action
La théophylline agit au niveau des mouvements intracellulaires du calcium. Elle a une action broncho-dilatatrice, elle renforce l'activité des muscles respiratoires et possède une action cardiaque inotrope positive.
La théophylline est également un inhibiteur de la phosphodiestérase (qui transforme, au niveau cellulaire, l'AMPc en AMP qui est non réactif). De par cette action inhibitrice, l'AMPc est présent en plus grande concentration, et l'action au niveau cellulaire est plus importante notamment dans les cellules musculaires et hépatiques, favorisant une glycogénolyse active. C'est de là que viennent les vertus excitantes du thé outre la présence de caféine.
Remarque : La théophylline inhibe la phosphodiestérase à un niveau moindre que la caféine, et la théobromine (cacao) a un effet encore inférieur à celui de la théophylline.

## Effets secondaires
- Tachycardie
- Tremblements, nervosité
- Convulsions chez l'enfant en cas de surdosage
- Lithiase urinaire urique
- Nausées, vomissements, diarrhée (premiers signes d'un surdosage)
- Aggravation d'un reflux gastro-œsophagien (RGO) par relaxation des fibres musculaires lisses du bas œsophage, et donc aggravation de l'asthme par majoration d'un RGO. L'arrêt de la théophylline entraine souvent des améliorations spectaculaires de la maladie asthmatique, surtout dans les asthmes sévères.
- Trouble du rythme cardiaque, fibrillation ventriculaire, décès

## Contre-indications
- Enfant de moins de 30 mois
- Insuffisance coronarienne sévère
- Insuffisance hépatique
- Épilepsie
- Porphyrie aiguë